# Psel
Der Psel (ukrainisch Псел, Псьол in der Ukraine) oder Psjol (russisch Псёл in Russland) ist ein linker Nebenfluss des Dnepr mit einer Länge von 717 km und einem Einzugsgebiet von 22.800 km². 

## Flusslauf
Der Psel entspringt in den südöstlichen Ausläufern des Mittelrussischen Landrückens auf russischem Territorium. Von dort fließt er im Oberlauf zunächst in westlicher Richtung. Im Mittellauf verändert er unterhalb der Stadt Sumy seine Fließrichtung nach Südwesten, wobei er sich tief in das Poltawa-Plateau einschneidet. Er mündet in der Oblast Poltawa westlich der Stadt Horischni Plawni in den zum Kamjansker Stausee aufgestauten Dnepr. Wichtige Nebenflüsse sind Chorol und Howtwa.
Größere Ortschaften am Psel sind Sumy, Hadjatsch und Schyschaky. Im Mittelalter war auch Howtwa von Bedeutung.
In den Psel fließen von der linken Seite: Udava, Ribitschja, Sinna, Sirowatka, Lehan, Wilschanka, Budylka, Borovenka, Weprik, Bobryk, Lyutenka, Hrun-Tashan, Howtwa, Rudka. Von der rechten Seite fließen Sudža, Porozok, Bezimenna, Oleschnja, Sumka, Vorozhba, Mezhyrichka, Hrun, Vuzka, Vovnyanka, Balaklijka, Bahachka, Chorol, Omelnyk, Suchji Kahamlik zu.